# District de Nhamatanda
Le district de Nhamatanda est une subdivision administrative de la province de Sofala au nord du Mozambique. En 2007, sa population est de 210 757 habitants.

## Source de la traduction
- (en) Cet article est partiellement ou en totalité issu de l’article de Wikipédia en anglais intitulé « Nhamatanda District » (voir la liste des auteurs).